# 1963 en Inde
Chronologie de l'Inde
- 1959
- 1960
- 1961
- 1962
- 1963
- 1964
- 1965
- 1966
- 1967

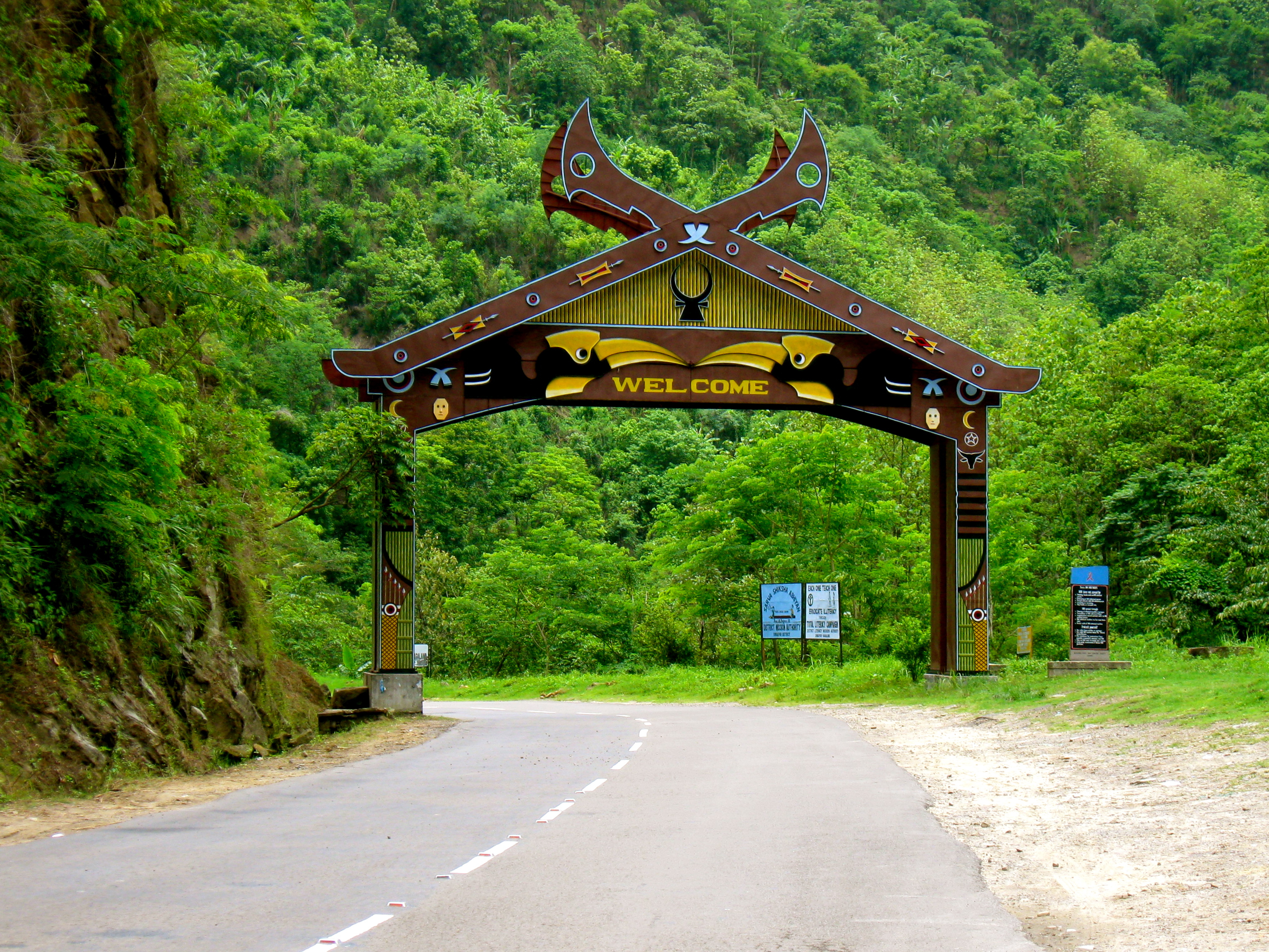
Création de l’État du Nagaland (Entrée de Kohima, capitale du Nagaland).

Cette page concerne les évènements survenus en 1963 en Inde  :

## Évènement
- Rapport Henderson Brooks–Bhagat (en) relatif à la guerre sino-indienne de 1962.
- 3 janvier : Début de la saison cyclonique dans le nord de l'océan Indien (en).
- 28 juillet : Le vol 869 de l'United Arab Airlines (en), en approche de l'aéroport Santa Cruz de Bombay, s'écrase dans la mer d'Arabie au large de Bombay (bilan : 63 morts)
- 20-29 octobre : Exposition Group 1890 (en)
- 27 décembre : Vol de la sainte relique du sanctuaire de Hazratbal (en)

## Cinéma
- 10e cérémonie des Filmfare Awards
- 10e cérémonie des National Film Awards (en)
- Les films Mere Mehboob (en), Taj Mahal (en) et Phir Wohi Dil Laya Hoon (en) se classent aux premières places du box-office indien pour 1963.

Sortie de film
- Bharosa
- La Grande Ville
- Laissez-moi vivre
- Naanum Oru Penn

## Littérature
- Kosala (en), roman de Bhalchandra Nemade (en)
- Possession (en), roman de Kamala Markandaya

## Sport
- Championnat du monde de billard amateur (en) à Calcutta.

## Création
- Nagaland
- Sashastra Seema Bal (en) (forces frontalières)

## Dissolution
- Jammu Praja Parishad (en), parti politique.
- Miroir du Tibet, journal en langue tibétaine.
- Pandyan Bank (en)